# Caballo tordillo mío / Cuando te vais a casar
«Caballo tordillo mío / Cuando te vais a casar» es el primer sencillo oficial del cantautor chileno Ángel Parra como solista, lanzado originalmente en Chile en 1964. Sus dos canciones pertenecen al primer álbum del cantautor, Ángel Parra y su guitarra, lanzado en 1965.

## Lista de canciones
| Lado A |                        |                     |          |  |
| N.º    | Título                 | Música              | Duración |  |
| 1.     | «Caballo tordillo mío» | tradicional chilena |          |  |

| Lado B |                          |                     |          |  |
| N.º    | Título                   | Música              | Duración |  |
| 2.     | «Cuando te vais a casar» | tradicional chilena |          |  |